# Nio ES8
Der Nio ES8 ist ein batterieelektrisch angetriebenes Sport Utility Vehicle von Nio. Die Produktion erfolgt durch die Jianghuai Automobile Group in Shanghai.

## 1. Generation (2018–2023)
Das Modell wurde im Juni 2018 zunächst für den chinesischen Markt in Produktion genommen. Eine überarbeitete Version kam im April 2020 auf den Markt. Das Design entstand in Nios Designcenter in München. Die Einführung in den europäischen Markt erfolgte im September 2021 ausschließlich in Norwegen. Eine Besonderheit ist der Wechsel-Akkumulator.

### Entwicklung
Der Preis begann mit der kleinsten Batterie (70 kWh) bei umgerechnet etwa 57.000 Euro. Das Auto wurde mit Hilfe von Tata Technologies entwickelt. Nio kooperiert mit der Robert Bosch GmbH.

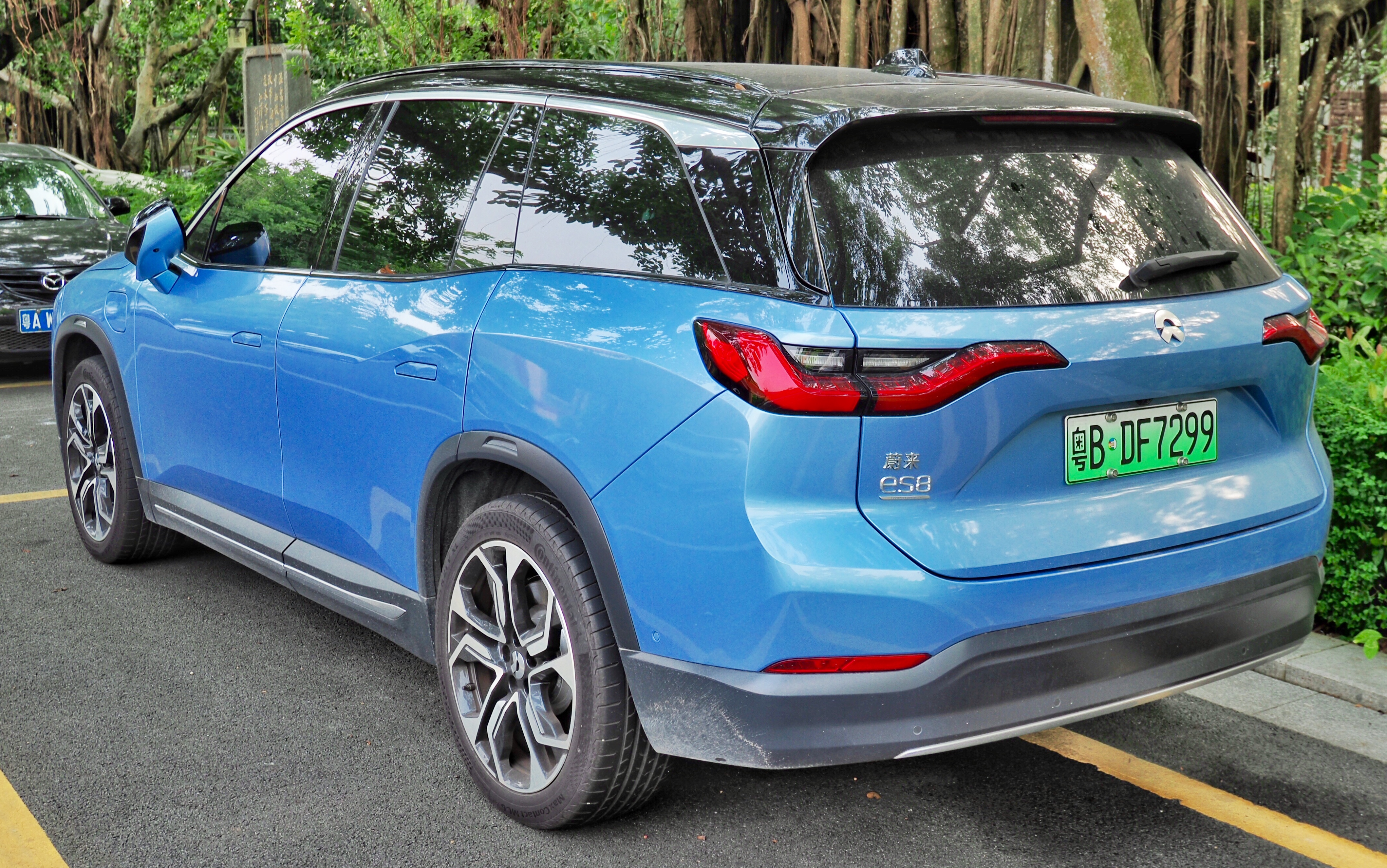
Heckansicht
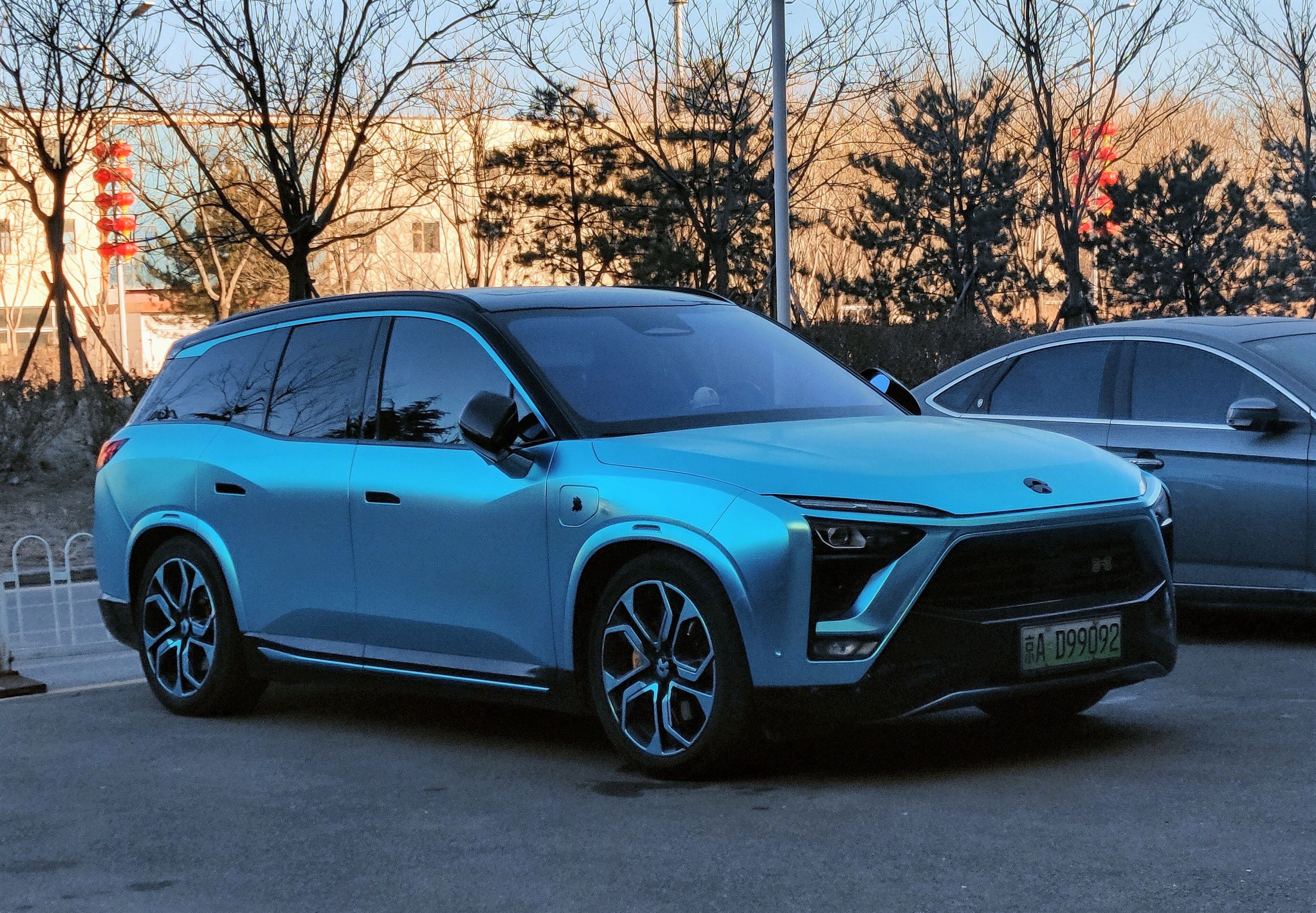
Nio ES8 (2020–2023)
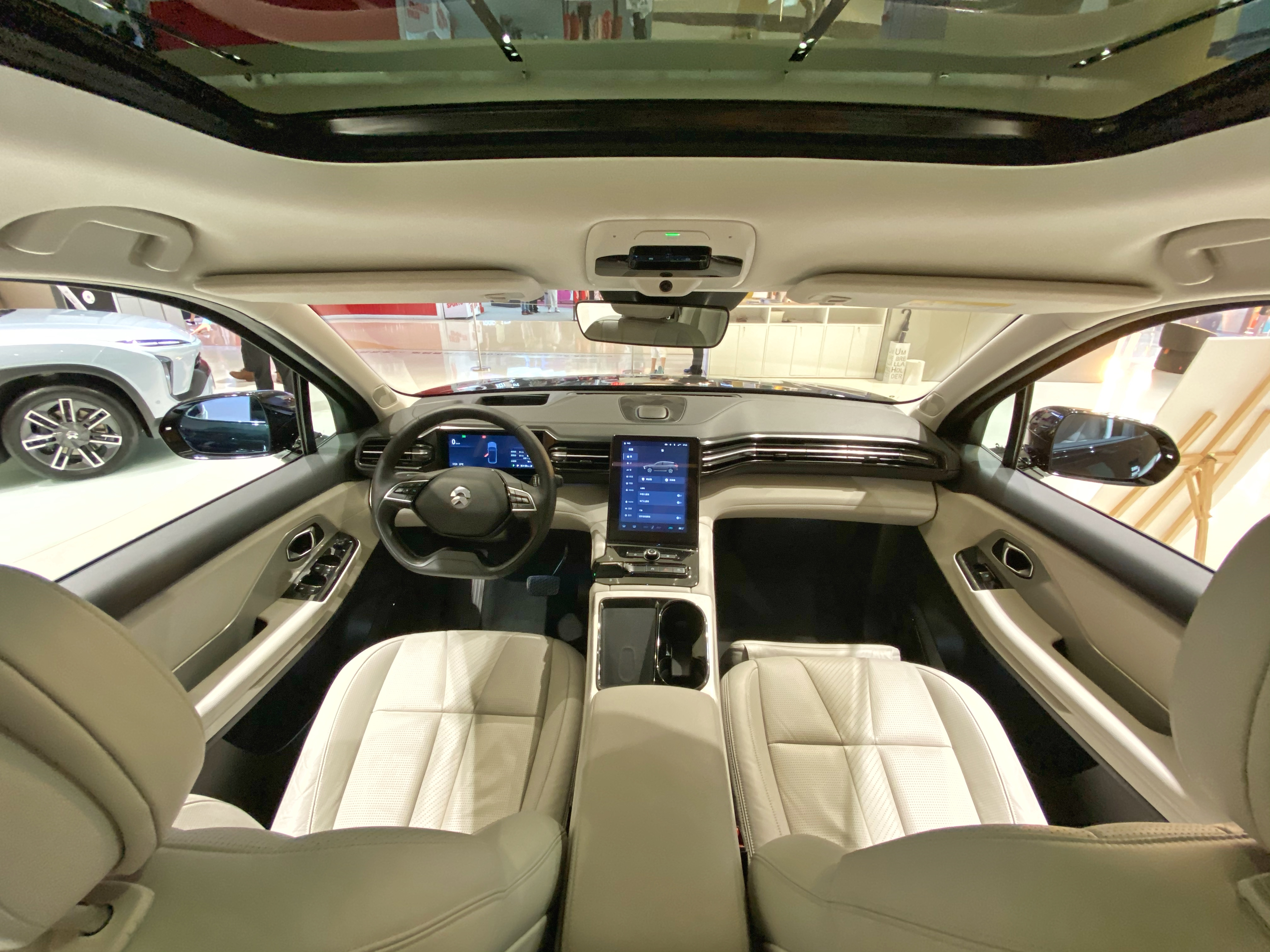
Innenraum

### Sicherheit
Im Sommer 2021 wurde der ES8 der ersten Generation vom Euro NCAP auf die Fahrzeugsicherheit getestet. Er erhielt fünf von fünf möglichen Sternen.

### Technik
Das komfortabel ausgelegte Fahrzeug ist ein 6-sitziger (2+2+2) oder 7-sitziger (2+3+2) SUV mit einem Radstand von 3010 mm und einer Länge von 5022 mm. Die Karosserie besteht zu 96,4 % aus Aluminium. Das Design beinhaltet die X-bar und die Nio-Signatur-„Spark Beat“-Rückleuchten.
Der Antriebsstrang mit Regelelektronik von Bosch ist serienmäßig mit Allradantrieb und aktiver Luftfederung von Continental ausgestattet. Die Reichweite des Wagens mit einer Batterieladung beträgt mit dem 100 kWh-Akku 580 km nach dem NEFZ-Fahrzyklus. Das Fahrzeug soll in 4,9 Sekunden von 0 auf 100 km/h beschleunigen.

## 2. Generation (seit 2023)
Präsentiert wurde die zweite Generation des ES8 gemeinsam mit dem EC7 am 24. Dezember 2022 beim sogenannten „Nio Day“. Auf dem chinesischen Markt kam sie im Juni 2023 auf den Markt. Das Fahrzeug basiert auf einer neuen, „NT2.0“ genannten Plattform. Im Juni 2024 wurde der Marktstart für Europa angekündigt, in der zweiten September-Hälfte 2024 begannen die Auslieferungen. Hier wird der Wagen wegen Namensrechtsansprüchen von Audi als Nio EL8 angeboten.

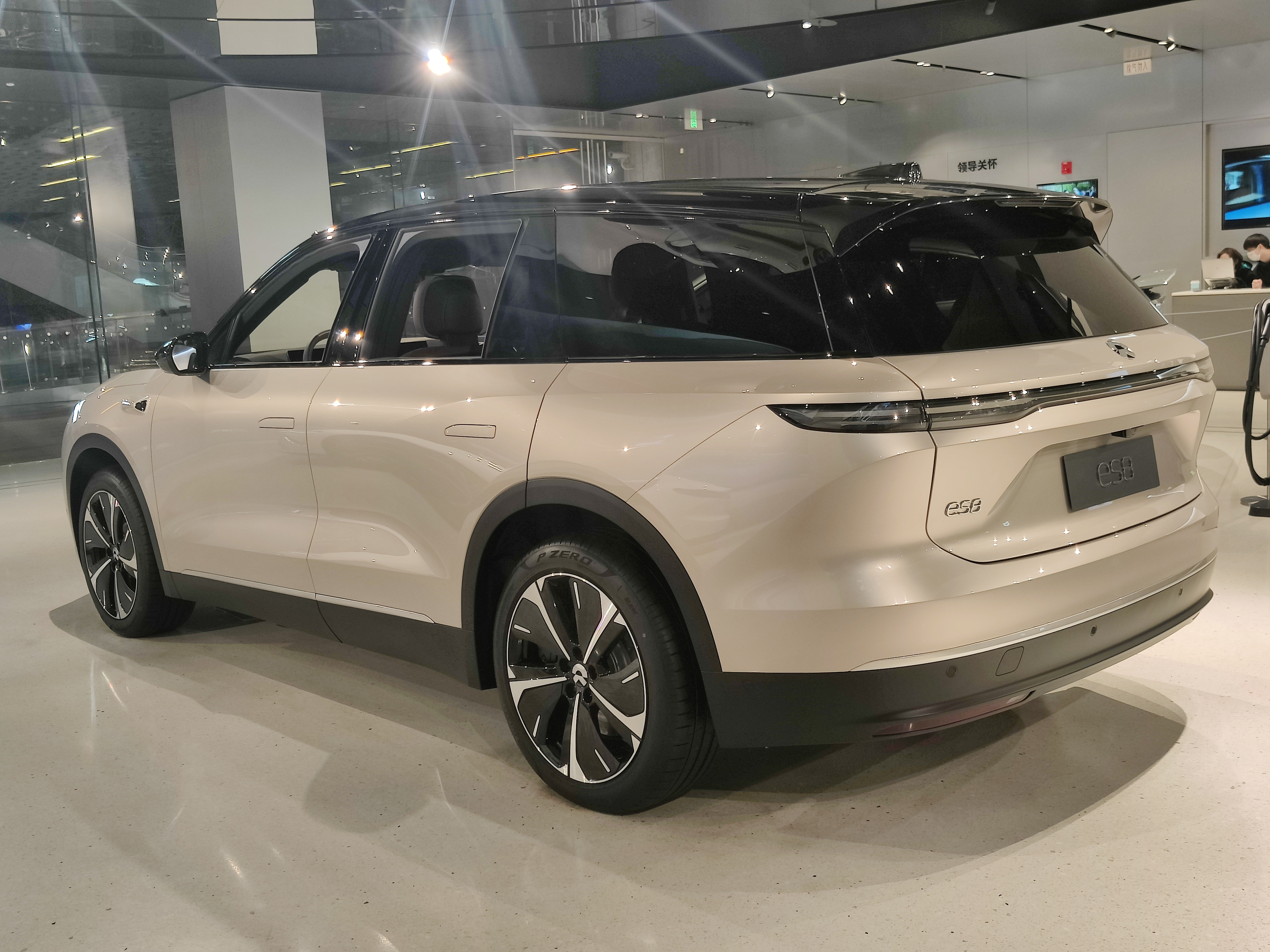
Heckansicht
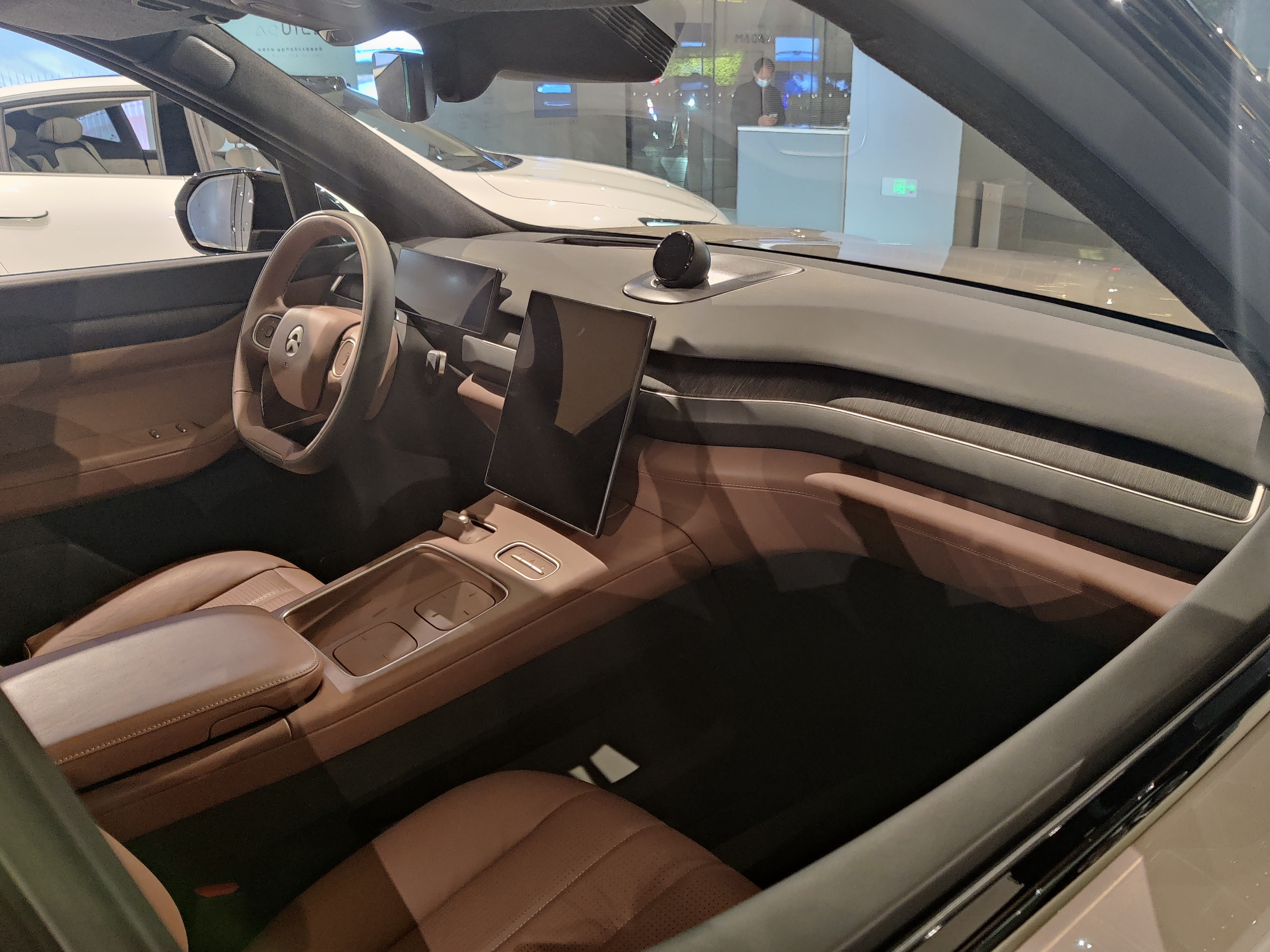
Innenraum
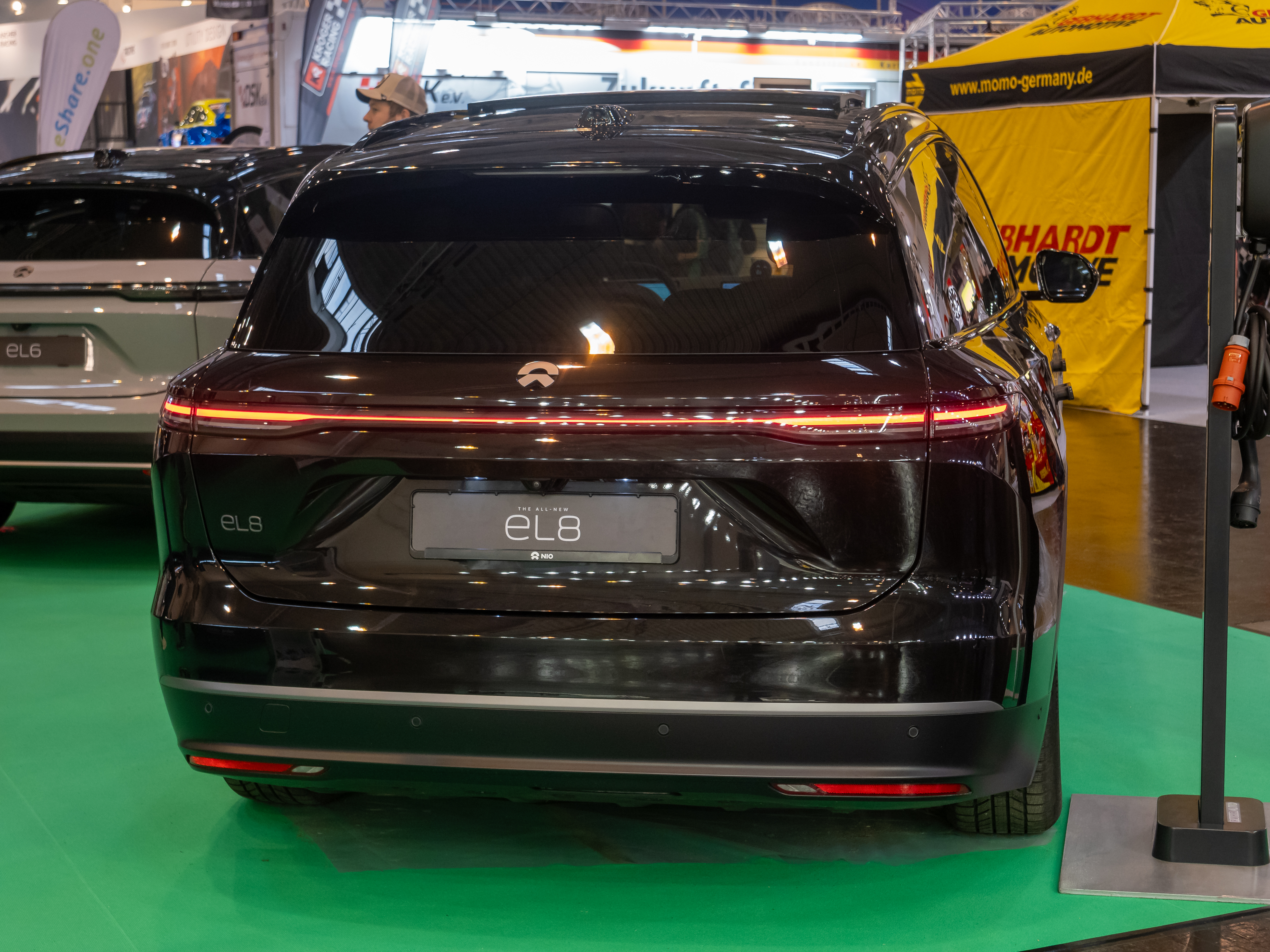
Nio EL8 (seit 2024)

### Technik
Der neue ES8 ist 5099 mm lang und hat einen Radstand von 3070 mm. Er wird fortan ausschließlich als Sechssitzer mit drei Sitzreihen angeboten. Drei Akkuvarianten mit einem Energieinhalt von 75 bis 150 kWh stehen zur Wahl, wobei letztere erst später in den Handel kommt. Zwei Elektromotoren – einer je Achse – ermöglichen eine Systemleistung von 480 kW (653 PS).
Die Räder sind einzeln aufgehängt und werden vorn an Doppelquerlenkern geführt, hinten an Quer- und Längslenkern. Wie das Vorgängermodell ist auch dieser ES8 luftgefedert.

### Technische Daten
|                            | 75 kWh                                                                              | 100 kWh                                                                             | 150 kWh                                                                             |
| -------------------------- | ----------------------------------------------------------------------------------- | ----------------------------------------------------------------------------------- | ----------------------------------------------------------------------------------- |
| Bauzeitraum                | seit 06/2023                                                                        | seit 06/2023                                                                        | ab 2024                                                                             |
| Motorkenndaten             |                                                                                     |                                                                                     |                                                                                     |
| Motorart                   | Permanentmagnet-Synchronmotor an der Vorder- und Induktionsmotor an der Hinterachse | Permanentmagnet-Synchronmotor an der Vorder- und Induktionsmotor an der Hinterachse | Permanentmagnet-Synchronmotor an der Vorder- und Induktionsmotor an der Hinterachse |
| max. Leistung              | vorn: 180 kW (245 PS) hinten: 300 kW (408 PS)                                       | vorn: 180 kW (245 PS) hinten: 300 kW (408 PS)                                       | vorn: 180 kW (245 PS) hinten: 300 kW (408 PS)                                       |
| max. Drehmoment            | 850 Nm                                                                              | 850 Nm                                                                              | 850 Nm                                                                              |
| Kraftübertragung           |                                                                                     |                                                                                     |                                                                                     |
| Antrieb                    | Allradantrieb                                                                       | Allradantrieb                                                                       | Allradantrieb                                                                       |
| Getriebe                   | Festes Übersetzungsverhältnis                                                       | Festes Übersetzungsverhältnis                                                       | Festes Übersetzungsverhältnis                                                       |
| Messwerte                  |                                                                                     |                                                                                     |                                                                                     |
| Leergewicht                | 2613 kg                                                                             | 2633 kg                                                                             | k. A.                                                                               |
| Höchstgeschwindigkeit      | 200 km/h                                                                            | 200 km/h                                                                            | 200 km/h                                                                            |
| Beschleunigung, 0–100 km/h | 4,1 s                                                                               | 4,1 s                                                                               | k. A.                                                                               |
| Batterie                   | Lithium-Ionen-Akkumulator: 75 kWh                                                   | Lithium-Ionen-Akkumulator: 100 kWh                                                  | Festkörperakkumulator: 150 kWh                                                      |
| Reichweite nach CLTC       | 465 km                                                                              | 605 km                                                                              | 900 km                                                                              |

## 3. Generation (ab 2025)
Bereits im Juni 2025 wurde die dritte Generation des ES8 gezeigt, die auf der Plattform „NT3.0“ aufbaut. Gegenüber dem Vorgängermodell ist er mit 5280 mm deutlich länger. Die Systemleistung steigt auf 520 kW (707 PS), die Höchstgeschwindigkeit wird mit 220 km/h angegeben.

## Zulassungszahlen in Deutschland
Im ersten Verkaufsjahr 2024 wurden in der Bundesrepublik Deutschland insgesamt 42 Nio EL8 neu zugelassen. 
|  |

|  |

|  |

|  |

|  |

|  |

|  |

|  |

|  |

|  |

|  |

|  |

|  |

|  |

|  |

|  |

|  | Allradantrieb |

|  | Allradantrieb |